# 필라델피아 블레이저스
| 필라델피아 블레이저스 | |
| 디비전                | 이스트 디비전 (1972년~1973년) |
| 설립연도              | 1972년 |
| 해체연도              | 1973년 |
| 역사                  | 마이애미 스크리밍 이글스 (1972년) 필라델피아 블레이저스 (1972년~1973년) 벤쿠버 블레이저스 (1973년~1975년) 캘거리 카보이스 (1975년~1977년) |
| 경기장                | 필라델피아 시빅 센터 |
| 연고지                | 펜실베이니아주 필라델피아 |
| 상징색                | 노랑, 주황 |
| 구단주                | - |
| 단장                  | - |
| 감독                  | - |
| 애브코 월드 트로피    | - |
| 시즌 우승             | - |
| 디비전 우승           | - |
| 영구 결번             | - |

필라델피아 블레이저스(Philadelphia Blazers)는 1972년부터 1973년까지 펜실베이니아주 필라델피아를 연고지로 하는 WHA 소속 아이스 하키팀이다.
1973년 연고지를 브리티시컬럼비아주 밴쿠버 (벤쿠버 블레이저스)로 이전했다.

## 역대 홈경기장
| 경기장                | 사용기간      | 수용인원 | 장소                      | 비고 |
| --------------------- | ------------- | -------- | ------------------------- | ---- |
| 필라델피아 블레이저스 |               |          |                           |      |
| 필라델피아 시빅 센터  | 1972년~1973년 | 9,600명  | 펜실베이니아주 필라델피아 | 빈칸 |

## 같이 보기
- 마이애미 스크리밍 이글스
- 벤쿠버 블레이저스